# Port-Villez
Port-Villez korábbi község (település) Franciaországban, Yvelines megyében. 2019. január 1-jén Jeufosse községgel egyesült és Notre-Dame-de-la-Mer új község része lett.
Lakosainak száma 262 fő (2018. január 1.). Port-Villez Giverny, Vernon, Bennecourt, Blaru, Jeufosse és Limetz-Villez községekkel határos.

## Népesség
A település népességének változása:
| Lakosok száma | 245  | 244  | 249  | 246  | 262  |
|               | 2013 | 2015 | 2016 | 2017 | 2018 |